# Йоанка Гонсалес
Йоанка Гонсалес  (ісп. Yoanka González, 9 січня 1976) — кубинська велогонщиця, олімпійська медалістка.

## Виступи на Олімпіадах
| Олімпіада   | Дисципліна             | Місце |
| ----------- | ---------------------- | ----- |
| Сідней 2000 | особиста шосейна гонка | AC    |
| Афіни 2004  | Очкова гонка           | 10    |
| Пекін 2008  | Очкова гонка           | 2     |